# غشاء شبكي
الغشاء الشبكي (باختصار RM، كما يُطلق عليه أيضًا الصفيحة الشبكية أو الصفيحة الجلدية القميّة). هو عبارة عن صفيحة رقيقة وقاسية تمتد من خلايا الشعر الخارجية إلى خلايا هينسن. يتكون الغشاء الشبكي من «هياكل جلدية/قشرية دقيقة الشكل» تسمى الامتدادات الكتانية لخلايا الشعر الخارجية، تتداخل مع الامتدادات القادمة من الخلايا السلامية الخارجية (المعروفة أيضاً باسم خلايا دايترس الخارجية). يفصل الغشاء الشبكي بين الليمف الداخلي في القناة القوقعية من ليمف العضو كورتي والِّليمْفِ المُحيطِيّ للقناة الطبلية.

## صور إضافية

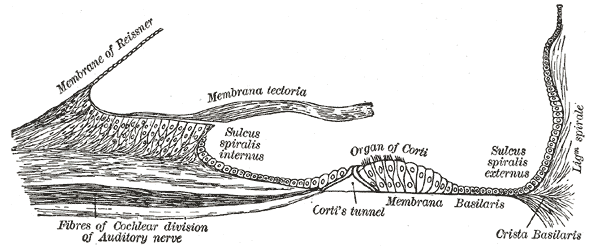
قاع قوقعة الأذن.
مقطع عرضي من القوقعة.

## روابط خارجية
- رسم تخطيطي نسخة محفوظة 4 فبراير 2012 على موقع واي باك مشين. في une.edu
- الرسوم المتحركة في bioanim.com